# Робін Бекгаус
Робін Бекгаус (англ. Robin Backhaus, 12 лютого 1955) — американський плавець.
Призер Олімпійських Ігор 1972 року.
Чемпіон світу з водних видів спорту 1973 року.